# Santa Maria del Cedro
Santa Maria del Cedro là một đô thị và cộng đồng (comune) ở tỉnh Cosenza trong vùng Calabria miền nam nước Ý.
Đô thị San Marco Argentano có diện tích 18 ki lô mét vuông, dân số thời điểm năm 2007 là 4828 người.
Đô thị này có các đơn vị dân cư (frazioni) sau: